# 대형동물

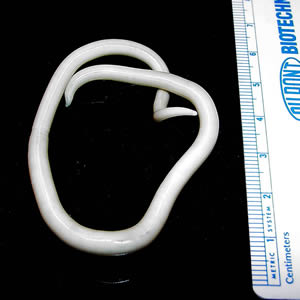

대형동물(袋形動物)은 생물 분류에서 동물의 일부를 구성하는 문(門)이다.
편형동물이나 유형동물에는 열체강(裂體腔) 뿐인 것에 비하여 대형동물은 체강이 발달하여 분화도가 높다. 이 동물군에는 형태나 생활양식이 다양하다. 바다에 서식하는 것, 담수나 육지에서 서식하는 것이 있다.
대형동물은 편형동물과 함께 기생충이 많다. 대형동물은 윤형동물과 선형동물, 그리고, 선형충류로 분류된다.